# Yellowdog Updater, Modified

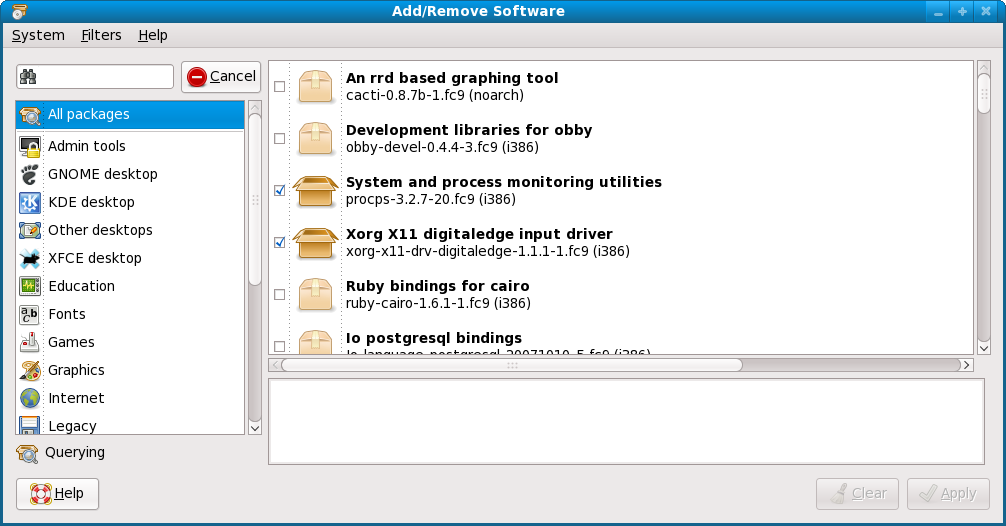
PackageKit目前是Fedora默认的包管理器前端

Yum（Yellow dog Updater, Modified）是由Duke University團隊修改Yellow Dog Linux的Yellow Dog Updater開發而成，是一个基于RPM套件管理員的软件包管理器。能够从指定的服务器自动下载RPM包并且安装，可以处理依赖性关系，并且一次安装所有依赖的软件包，无须繁琐地一次次下载、安装。被Yellow Dog Linux本身，以及Fedora、Red Hat Enterprise Linux採用。

## 软件包来源
可供Yum下载的软件包包括Fedora本身的软件包以及源自rpmfusion （页面存档备份，存于）等非官方软件仓库的软件包，全部是由Linux社区维护的，并且基本是自由软件。所有的包都有一个独立的GPG签名，主要是为了用户的系统安全。对于Fedora core 4及更高版本的用户，来自新软件仓库的签名是自动导入并安装的。

## 图形化前端
Yum的图形化前端主要有Yumex和kyum（KDE）。它们并不是独立于Yum的，而是Yum的图形前端，也就是说在安装和使用Yumex和kyum同时，都是以Yum为基础；所以在用Yumex或kyum时，必须先安装配置Yum。